# Canon Hack Development Kit
De Canon Hack Development Kit (CHDK) is een firmwareuitbreiding voor een aantal Canon-camera's van het type Powershot. 
CHDK voegt een aantal zaken aan de bestaande firmware toe. Het programma staat op het geheugenkaartje en wordt bij het aanzetten van de camera in het geheugen van de camera geladen. Binnen het programma kunnen scripts opgestart worden.
Enkele mogelijkheden met behulp van CHDK:
- Het maken van foto's in RAW-formaat (DNG)
- Langere belichtingstijden;
- Meerdere foto's achter elkaar maken (bracketing) met verschillende belichtingstijden voor HDR-fotografie;
- Het nemen van een reeks van foto's met grote tussenpozen;
- Bewegingsdetector, die een foto maakt zodra iemand langsloopt;
- Het laten zien van de overbelichte en de onderbelichte stukken, voordat een foto gemaakt wordt.

Volgens Canon is de garantie niet meer geldig als er gewijzigde firmware in het toestel gezet wordt. Volgens de makers van het CHDK project wordt echter de firmware niet gewijzigd. Zodra het toestel uitgezet wordt, is het toestel weer origineel. In theorie is het mogelijk, dat door verkeerde instellingen of programmafouten het toestel beschadigd kan raken.